# Paul Segers
Paul Antoine Marie Norbert Segers  (Antwerpen, 12 oktober 1870 - aldaar, 2 februari 1946) was een Belgisch politicus voor de Katholieke Partij en vervolgens het Katholiek Verbond van België.

## Levensloop
Segers promoveerde in 1893 tot doctor in de rechten aan de Katholieke Universiteit Leuven en vestigde zich als advocaat in Antwerpen.
In 1900 werd hij voor de Katholieke Partij verkozen tot lid van de Kamer van volksvertegenwoordigers voor het arrondissement Antwerpen en vervulde dit mandaat tot in 1925. Vervolgens zetelde hij van 1925 tot 1936 als gecoöpteerd senator in de Senaat. Van 1900 tot 1908 was hij secretaris van de Kamer.
Van 1912 tot 1914 was hij minister van zeewezen, posterijen en telegraaf en van 1914 tot 1918 minister van spoorwegen, zeewezen, posterijen en telegraaf in de eerste regering onder leiding van Charles de Broqueville.
In 1918 werd Paul Segers benoemd tot minister van Staat. Op de Vredesconferentie van Parijs (1919) maakte hij deel uit van de Commissie van XIV, belast met de herziening van het Belgisch-Nederlands vredesverdrag van 1839.
In januari 1919 volgde hij Charles Woeste op als voorzitter van de Federatie van Katholieke Kringen en Conservatieve Verenigingen, de conservatieve vleugel van de Katholieke Partij. Hij weigerde het minimumprogramma van Frans Van Cauwelaert te aanvaarden en werd geen lid van de Katholieke Vlaamsche Kamergroep. Zijn macht en invloed waren toen aanzienlijk. Na de gemeenteraadsverkiezingen van 1921 kwam het tot een krachtmeting voor het burgemeesterschap van Antwerpen, maar het was Frans Van Cauwelaert die de strijd won. Segers bleef voorzitter van de Federatie van Kringen tot in maart 1936 en was van 1925 tot 1926 eveneens voorzitter van het Katholiek Verbond van België.
Segers werd een van de katholieke personaliteiten waartegen Léon Degrelle in volle hevigheid campagne voerde. Een van de verwijten die hem, ook in de socialistische pers, werd gemaakt, was dat hij, als voorzitter van de Banque Mutuelle de crédit et d'épargne, toen die in moeilijkheden geraakte, steun ging zoeken bij de ASLK, waar hij bestuurder was. De kranten vroegen zich af of hier niet van 'collusie' sprake was. Dit betekende het einde van Segers' politieke loopbaan en in 1936 trok hij zich uit de politiek terug.

## Publicaties
- Le réveil de l'idéal, Antwerpen, Conferentie van de Jonge Balie, 1899.
- Le port d'Anvers et ses extensions maritimes, in: Revue Générale, 1904.
- Un mariage de raison, Antwerpen, 1906.
- Notre patriotisme et ses raisons, Antwerpen, 1907.
- Le crédit maritime et l'expansion belge, Brussel, 1908.
- La défense de Flessingue et la liberté de l'Escaut, in: Revue Générale, 1911.
- Du devoir des catholiques à l'heure présente, Brussel, 1919.
- La revision des traités de 1839 pourparlers de Paris. Négociations des clauses fluviales et économiques, Brussel, 1920.
- La femme-avocat, in: Revue Générale, 1922.
- Le statut international du Danube, Brussel, 1922.
- Nos pourparlers avec les Pays-Bas, rapport au sénat de Belgique, Brussel, 1929.
- Onze onderhandelingen met Nederland, verslag aan den Belgische Senaat, Brussel, 1930.
- La question hollando-belge, Brussel, 1930.
- Autour d'une réorganisation de l'Union catholique belge. Ses réalisations et ses promesses, 1933.
- La réforme de l'Etat, Brussel, 1933.
- La politique commerciale de la Belgique, Brussel, 1933.
- L'élargissement du gouvernement du Havre, in: Revue Génarale, 1939.
- Prolégomènes de la Grande guerre 1914-1918: souvenirs, Brussel, 1954.